# Inpy
Inpy war ein hoher altägyptischer Beamter mit dem Amtstitel Vorsteher der Torwache, der unter Sesostris II. und Sesostris III. amtierte. Er ist vor allem von seiner monumentalen Grabanlage in Lahun bekannt.
Inpy trug verschiedene Titel, wie Mitglied der Elite,  Vorderster an Aktion, königlicher Siegler und Vorsteher aller Arbeiten des Königs im ganzen Land. In Lahun hatte er eine monumentale Grabanlage, die aus einem Felsgrab mit drei Kultnischen und einer Mastaba auf einem darüber liegenden Hügel bestand. Die Grabkammer lag unterhalb der Mastaba. Das Felsgrab war einst mit Reliefs dekoriert, von denen sich jedoch nur noch Fragmente fanden, die aber immerhin die Titel des Inpy überliefern. Inpy erscheint auch auf einer Stele, auf der er mit dem Schatzmeister Iychernofret genannt wird. Der letztere Beamte datiert unter Sesostris III., womit vermutet werden kann, dass Inpy bis in dessen Regierungszeit amtierte.